# Max Seifriz
Max Seifriz (ur. 9 października 1827 w Rottweil, zm. 20 grudnia 1885 w Stuttgarcie) – niemiecki skrzypek, dyrygent, kapelmistrz i kompozytor.

## Życie i praca
Ojciec Maxa Seifriza zaczął uczyć go gry na skrzypcach, zanim ten ukończył szósty rok życia. Wkrótce do tego dołączyły zajęcia ze śpiewu i gry na fortepianie. Kilkuletni Seifriz śpiewał w kościelnym chórze oraz solo. W roku 1838 magistrat miasta Rotweil podjął decyzję, by powierzyć naukę gry na skrzypcach mającego jedenaście lat Maxa Seifriza kapelmistrzowi książęcej orkiestry Hohenzollernów, Thomasowi Täglichsbeckowi. Magistrat postanowił pożyczyć Seifrizowi pieniądze na sześć lat nauki. Po roku Max był na tyle zaawansowany, że mógł grać w orkiestrze książęcej. W roku 1841 został solistą, a nieco później powierzono mu dyrygowanie mszą oraz symfonią. W roku 1844, po upływie sześciu lat nauki, książę Konstantyn zatrudnił go jako muzyka dworskiego i pierwszego skrzypka. W następnych latach Seifriz komponował utwory, które przyniosły mu uznanie księcia. W następstwie niepokojów 1848 roku muzycy orkiestry dworskiej dostali urlop na czas nieokreślony. Książę sprzedał Prusom księstwo Hohenzollern-Hechingen i przeniósł się do swoich dóbr na Dolnym Śląsku – Skały pod Lwówkiem Śląskim. Seifriz wyjechał do Zurychu, gdzie występował jako pierwszy skrzypek i solista, a także dyrygent. Kilka jego kompozycji zostało tam z powodzeniem wystawionych. W Zurychu Seifriz poznał Richarda Wagnera, który odkrył przed nim nowe ścieżki muzyczne.
W roku 1852 książę Konstantyn wybudował swoją rezydencję w Lwówku Śląskim i zaprosił Seifriza do swojej odtworzonej orkiestry dworskiej. Do roku 1857 Seifriz był koncertmistrzem, a po ustąpieniu Täglichsbecka został kapelmistrzem i dyrektorem orkiestry książęcej. Zajmował to stanowisko w latach 1857–1869. W tym czasie współpracował z takimi muzykami jak Richard Wagner, Hector Berlioz, Ferenc Liszt i Hans von Bülow. Seifriz był członkiem założycielem Allgemeiner Deutscher Musikverein (od 1859 r.). Po śmierci księcia Konstantyna, Seifriz przeniósł się do Stuttgartu, gdzie przez rok utrzymywał się z udzielania lekcji. W roku 1870 dostał posadę w orkiestrze dworskiej króla Wirtembergii Karola Wirtemberskiego.
Zmarł w Stuttgarcie 20 listopada 1885 r. na zawał serca. Niemieckie towarzystwo muzyczne wystawiło mu pomnik nagrobny z jego popiersiem. Imieniem Maxa Seifriza nazwano ulicę w Rottweil.

## Twórczość
- Ariadna na Naxos – kantata koncertowa na chór, solistę i orkiestrę w trzech częściach (op. 1)
- Uwertura i muzyka między aktami do Dziewicy Orleańskiej Schillera (op. 2)
- Osiem pieśni na chór męski (op. 3)
- Osiem hebrajskich melodii na podstawie Byrona na chór mieszany (op. 4)
- Uwertura z mottem „Człowiek znaczy wojownik” (op. 5)
- Melodramat „Woinarowsky” (do wiersza Chamisso)
- Msza (Es-dur)
- Symfonia A-dur
- 95 psalm na chór i orkiestrę
- „Theoretisch-praktische Violinschule” (z Edmundem Singerem)

## Literatura
- Stockmayer, von, „Seifriz, Max”, in: Allgemeine Deutsche Biographie (1908), S. [Onlinefassung]; URL: http://www.deutsche-biographie.de/pnd117466751.html?anchor=adb